# Geany
Geany是一个使用GTK+工具包编写、有整合開發環境（IDE）基本特性的文件編輯器。它的目标是提供一个小型快速、依赖软件包较少的集成开发环境。Geany支持许多种程序设计语言，是一个全功能的编辑器。
Geany是跨平台的，可以运行于Linux、Mac OS X、BSD、Solaris和Windows等多种操作系统。

## 主要功能
- 语法高亮显示
- 代码折叠
- 代码自动补完
- 自动补完经常使用的结构
- 自动补完XML和HTML标记
- 调用提示
- 支持C、C++、Java、PHP、HTML、Python、Perl、Pascal、Haskell、LaTex等语言
- 符号列表
- 简单的项目管理
- 可扩展的插件